# Barombogryllacris barombica
Barombogryllacris barombica is een rechtvleugelig insect uit de familie Gryllacrididae. De wetenschappelijke naam van deze soort is voor het eerst geldig gepubliceerd in 1890 door Karsch.